# Cala Serena
Die Cala Serena ist eine Bucht im Osten der Baleareninsel Mallorca. Die Cala Serena gehört zum Gebiet der Gemeinde Felanitx, Spanien.

## Lage und Beschreibung

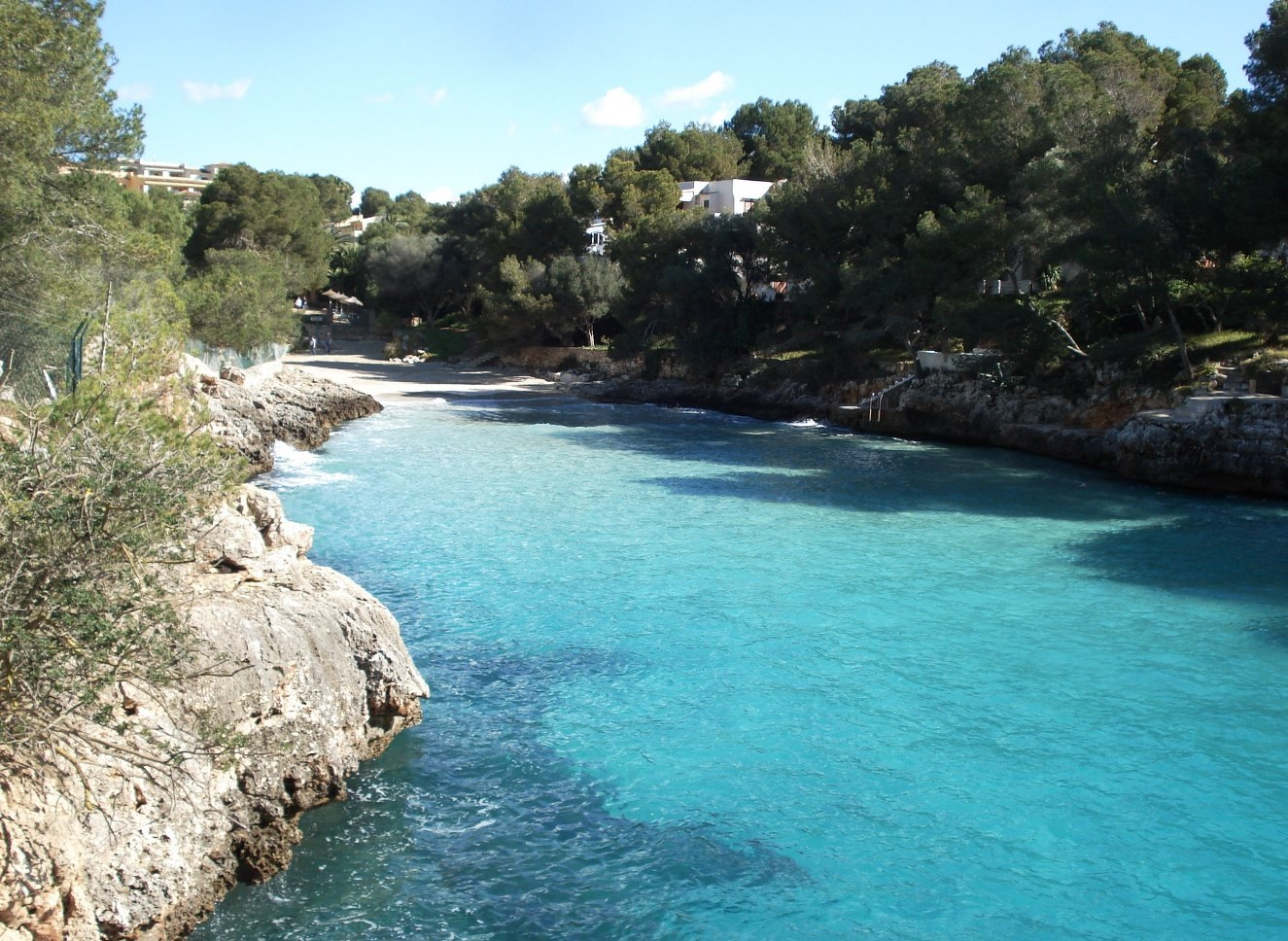
Blick in die Cala Serena

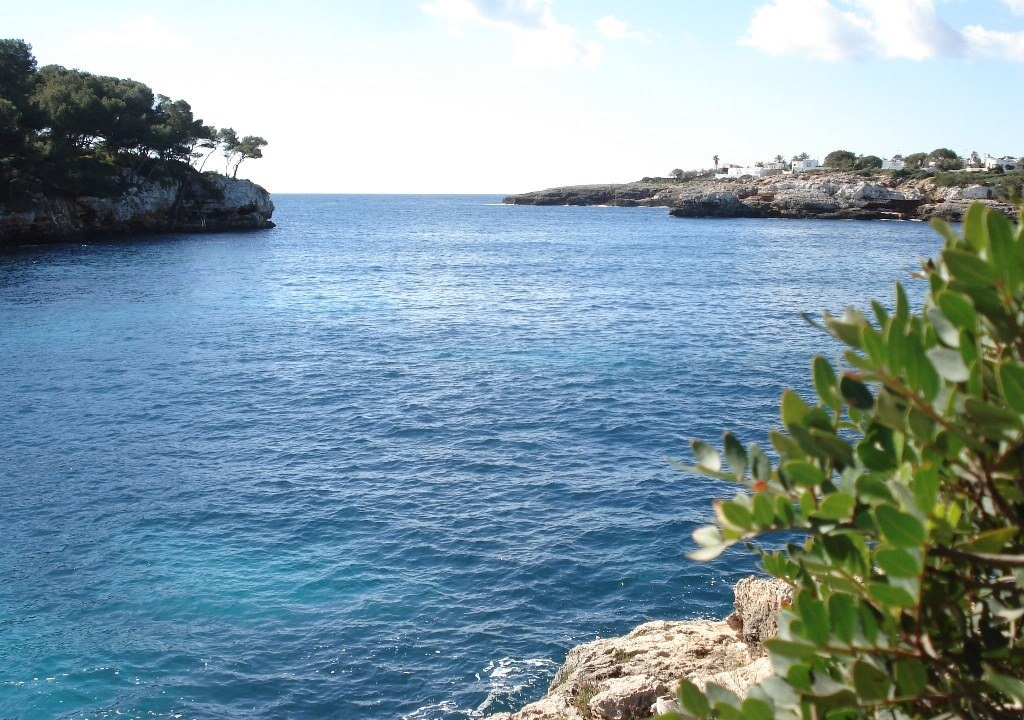
Blick von der Cala Serena in Richtung Meer (rechts liegt die Cala Ferrera)

Die Cala Serena befindet sich in dem Ort Cala Ferrera östlich von dem Ort Cala d’Or.
Die Bucht hat eine Breite von etwa 15 Metern und eine Länge von etwa 50.
Rund um die Bucht liegen Hotels, Apartment- und Privathäuser.